# گغادیر
گغادیر (به ارمنی: Գեղադիր) یک شهرک در ارمنستان است که در استان آراگاتسوتن واقع شده‌است. گغادیر در ۵۹ کیلومتری شمال غرب آشتاراک، مرکز استان آراگاتسوتن واقع شده‌است.

## خصوصیات
گغادیر ۶۴۹ نفر جمعیت دارد و در ۲٬۰۲۵ ارتفاع متر بالاتر از سطح دریا قرار گرفته‌است.
| سال   | ۱۸۷۳ | ۱۸۹۷ | ۱۹۱۴ | ۱۹۲۶ | ۱۹۳۹ | ۱۹۵۹ | ۱۹۷۹ | ۱۹۸۹ | ۲۰۰۱ | ۲۰۰۴ |
| جمعیت | ۱۴۱  | ۲۵۷  | ۲۹۰  | ۲۵۰  | ۴۶۴  | ۴۵۷  | ۵۰۰  | ۵۸۹  | ۶۷۶  | ۸۳۵  |